# Padrão de arquitetura
Um padrão de arquitetura é uma solução geral e reutilizável para um problema que ocorre com frequência em arquitetura de software dentro de um determinado contexto. Padrões de arquitetura são similares aos padrões de projeto de software, mas possuem um escopo mais amplo. Os padrões de arquitetura abordam vários problemas de engenharia de software, como limitações de desempenho de hardware de computador, alta disponibilidade e minimização de um risco de negócio. Alguns padrões arquiteturais foram implementados dentro de frameworks de software.

## Definição
Mesmo que um padrão arquitetural transmita uma imagem de um sistema, não é uma arquitetura. Um padrão arquitetural é um conceito que resolve e delineia alguns elementos coesos essenciais de uma arquitetura de software. Inúmeras arquiteturas diferentes podem implementar o mesmo padrão e compartilhar as características relacionadas. Os padrões são geralmente definidos como "estritamente descritos e comumente disponíveis".

## Estilo de arquitetura
Seguindo arquitetura de construção tradicional, um 'estilo de arquitetura de software' é um método específico de construção, caracterizado pelos recursos que o torna notável".
| “ | Um estilo de arquitetura define: uma família de sistemas em termo de um padrão de organização estrutural, um vocabulário de componentes e conectores, com restrições sobre como eles podem ser combinados. | ” |

| “ | Um estilo de arquitetura é uma coleção nomeada de decisões de projeto arquitetural que 1) são aplicáveis em um determinado contexto de desenvolvimento, 2) restringem decisões de projeto arquitetural que são específicas para um sistema particular dentro daquele contexto e 3) extraem qualidades benéficas em cada sistema resultante. | ” |

A principal diferença é que um padrão pode ser visto como um solução para um problema, enquanto que um estilo é mais geral e não requer um problema para resolver sua aparência.